# Surselva

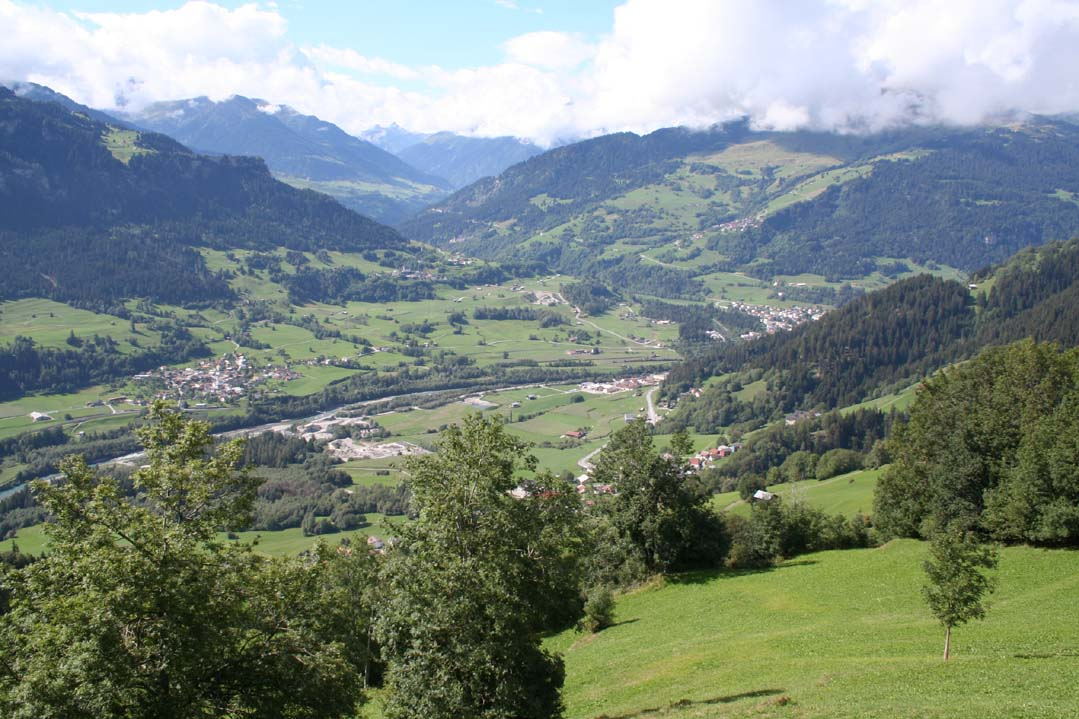
Het onderste gedeelte van het Surselva bij Ilanz

Het Surselva (Retoromaans, in het Duits ook Bündner Oberland genoemd) is het dal van de Vorderrhein in het Zwitserse kanton Graubünden op een hoogte tussen circa 615 m en 3150 m. Het dal strekt zich in oost-westrichting uit van de Oberalppas in het westen tot de Flimser Bergsturz in het oosten. De belangrijkste plaatsen zijn Ilanz/Glion en Disentis/Mustér. Het bovenste deel van het Surselva rondom Disentis wordt wel Cadì genoemd, het onderste deel rond Ilanz Foppa of (Duits) Gruob. 
In 2001 werd van het gehele Surselva, samen met de zijdalen Val Medel, Val Sumvitg, Val Lumnezia en Safiental, een bestuurlijk district gemaakt: het Bezirk Surselva.

## Fysische geografie en natuur
De naam Surselva betekent boven het bos. Met dit bos werd het bos op de steile hellingen langs het dal bedoeld, dat in de buurt van de Flimser Bersturz nog grotendeels intact is en daar Uaul Grond of (Duits) Grosse Wald genoemd wordt. De Flimser Bergsturz was een grote aardverschuiving aan het einde van de laatste ijstijd rond 10.000 jaar geleden, die het dal grotendeels versperde. Sinds die tijd heeft de Vorderrhein tussen Ilanz en Reichenau een 486 meter diepe kloof door deze versperring van kalksteenblokken ingesleten, de Rheinschlucht. De kloof is tegenwoordig een toeristische attractie, voor bijvoorbeeld rafting.
Het hoofddal bestaat vooral uit bos en weiden. De nederzettingen beslaan slechts een klein deel van het oppervlak. In de zijdalen wordt nog minder van het oppervlak door mensen gebruikt. Hier liggen nog natuurlijke hoogvenen, spoelvlakten (zogenaamde Auen) en alpenweiden.
De lokale fauna bevat onder andere steenbokken, gemzen, edelherten, reeën, marmotten en auerhoenders. Sinds de jaren 90 van de vorige eeuw komen in het Surselva ook lynxen voor, die waarschijnlijk zijn overgekomen uit het westen van Zwitserland. Sinds 2002 leeft in het bos ten noorden van Ilanz een wolf, die waarschijnlijk uit Italië is overgekomen.
Belangrijke bergtoppen zijn de Piz Terri (3149 m), de Fanellahorn (3124 m), de Piz Greina (3124 m), de Furggeltihorn (3043 m), de Faltschonhorn (3022 m), de Tomülhorn (2946 m), de Piz Val Gronda (2820 m), de Pazolastock (2739 m), de Alperschällihorn (3038 m) en de Piz Mundaun (2063 m).

## Bevolking, taal en cultuur
In het grootste gedeelte van het Surselva spreekt men het Surselvische dialect van het Retoromaans (Sursilvan). In de Middeleeuwen zijn ook Duitstalige Walser naar het dal getrokken. Tegenwoordig vormen het Safiental en de gemeenten Vals en Obersaxen Duitstalige enclaves.
De bevolking is traditioneel ingesteld en overwegend rooms-katholiek. Het Safiental, Waltensburg/Vuorz en een aantal gemeenten rondom Ilanz zijn gereformeerd. Ilanz zelf is verdeeld over deze godsdiensten. In katholieke gemeenten worden oude tradities nog vast opgevolgd, zoals de processies op Sacramentsdag.

## Economie en verkeer
De belangrijkste bronnen van inkomsten zijn kleine bedrijven, landbouw en veeteelt en het toerisme. Traditionele beroepen zijn bijvoorbeeld de jacht of het zoeken naar mineralen (strahlen).
Het dal is ontsloten door de Hauptstrasse 19, die over de Oberalppass naar Andermatt in het kanton Uri loopt. Bij Disentis splitst de Lukmanierpas hiervan af naar het zuiden, naar Ticino. Naar het noorden is het kanton Glarus voor wandelaars te bereiken over de Kistenpass en de Panixerpass. Verbindingen voor wandelaars zijn er ook naar het zuiden over de Greina naar Ticino en over de Valserberg naar het Rheinwald (het dal van de Hinterrhein).
Parallel aan de hoofdweg loopt een treinspoor waar treinen van de Rhätische Bahn (RhB) rijden. Tussen Chur en Disentis ligt de Vorderrheinlinie, die door de Rheinschlucht loopt. Vanaf Disentis naar het westen loopt de Gotthardbahn door de Gotthard-Basistunnel onder de Oberalppass door naar Andermatt. De tunnel begint aan de Surselvische kant bij Sedrun.